# Lagaccio

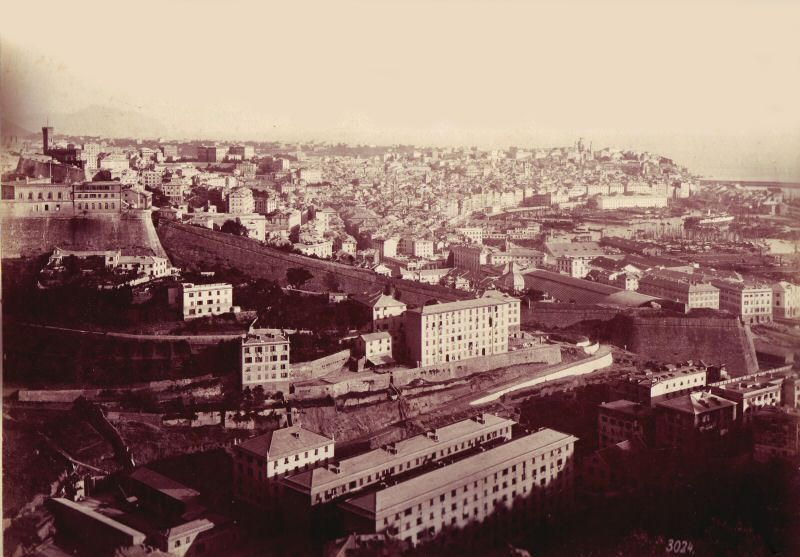
Historische Aufnahme des Viertels Lagaccio

Lagaccio ist ein Stadtviertel der italienischen Hafenstadt Genua. Auf der Verwaltungsebene wird Lagaccio zu dem Munizip I Centro Est gezählt.
Bis in das Jahr 1997 bildete das Viertel zusammen mit dem Stadtteil Oregina den Bezirk Circoscrizione Oregina-Lagaccio. Heute hat Lagaccio selbst eine Bevölkerung von 13.145 Einwohnern.
Ursprünglich lag Lagaccio außerhalb von Genua in einem kleinen, engen Tal, welches von einem Bach, mit Ursprung am Monte Peralto, durchflossen wurde. Dieser Bach mündete bei der heutigen Stazione marittima des Porto Antico in das Mittelmeer.